# رازمیک گریگوریان (سیاستمدار)
رازمیک تسولاکی گریگوریان (ارمنی: Ռազմիկ Ցոլակի Գրիգորյան؛ زادهٔ ۱۰ ژانویهٔ ۱۹۴۹ - درگذشته ۷ مهٔ ۲۰۱۲) یک  سیاستمدار اهل ارمنستان بود که از تاریخ ۱۹۹۰ تا تاریخ ۱۹۹۵ سمت نمایندگی دوره اول شورای عالی جمهوری ارمنستان را برعهده داشت.

## زندگی‌نامه
در ۱۰ ژانویهٔ ۱۹۴۹ در کوش به دنیا آمد و از انستیتو دام‌پروری و دام‌پزشکی ایروان فارغ‌التحصیل شد.  وی در ۷ مهٔ ۲۰۱۲ در سن ۶۳ سالگی در ایروان درگذشت.